# Centre d'études juridiques et économiques du multimédia
Le Centre d’études juridiques et économiques du multimédia (CEJEM) a été créé le 13 mai 1997 au sein de l’université de Paris II afin de favoriser et développer des recherches et enseignements sur les conséquences juridiques, économiques et sociologiques du développement des techniques et services multimédias. 
À cet effet, la lettre du CEJEM apporte régulièrement un éclairage sur le droit de l'informatique et du multimédia.

## Organisation et objectifs

### Mission
Institué en tant que centre d’études de l'Université de Paris II, dans le cadre d’une convention passée entre l'université de Paris II et l’Ordre des Avocats du Barreau de Paris, le CEJEM est aujourd'hui une équipe d'accueil (EA 3383).
À cette fin, le CEJEM s’emploie notamment à :
- recenser et coordonner les actions d’enseignement et de formation conformes à son objet conduites par l'Université de Paris II, l'École de formation professionnelle des barreaux de la Cour d'appel de Paris et l’Institut de formation continue du barreau de Paris ;
- favoriser ces actions par les moyens dont il dispose, dans une perspective interdisciplinaire et en susciter de nouvelles, si nécessaire ;
- organiser des colloques et des conférences ;
- constituer un fonds documentaire ;
- encourager la recherche, particulièrement la préparation de thèse de doctorat en droit ;
- développer des relations avec les universités françaises et étrangères et tous autres organismes ou établissements scientifiques, notamment par des programmes d’échanges d’enseignants, de chercheurs et de praticiens ;
- assurer la promotion des activités précitées.

### Activités
En plus d'encadrer des thèses de doctorat en droit, le CEJEM dispose de deux sites internet et d'une lettre bimensuelle.
Le premier site a une dimension institutionnelle, le second recouvrant les activités scientifiques du centre.
Les membres du CEJEM publient également dans de nombreux périodiques et ouvrages, ainsi qu'organisent des colloques et conférences.
Derniers événements :
- colloque CEJEM, Droit international de l'Internet - Loi applicable et juridiction compétente, jeudi 3 juin 2010[2] ;
- colloque CEJEM, Internet et banque, jeudi 11 juin 2009[3] ;
- conférence CEJEM/M2 droit de la communication : « Les 20 ans du CSA : bilan, enjeux, perspectives » 1er avril 2009[4] ;
- conférence CEJEM/M2 droit de l'informatique : « Les moteurs de recherche : de la protection des données personnelles aux atteintes aux droits de la propriété intellectuelle » 5 février 2009[5].

### Équipe
Le centre est constitué d'une part de professeurs des universités et de maitres de conférence de l'Université de Paris II ou associés et d'autre part de docteurs et doctorants attachés au centre. Un certain nombre sont moniteurs ou ATER aussi bien à Paris 2 que dans d'autres Universités.
Le CEJEM est dirigé par le Professeur Jérôme Huet. Sont membres du centre, Emmanuel Dreyer, Jacky Legrand, Agathe Lepage et Jérôme Passa. Y sont associés Pierre-Yves Gautier, Olivier Cachard, Didier Truchet et Sophie Gjidara-Decaix.
Enfin le CEJEM publie une lettre bimensuelle touchant l'actualité du multimédia et de la communication. La lettre dispose d'un comité de rédaction présidé par le Professeur Jérôme Huet et composé d'une dizaine de membres.

## Contacter le CEJEM
Les locaux du CEJEM se trouvent au second étage du bâtiment parisien de l'Université Paris II place du Panthéon (Escalier M).
Adresse : 12 place du Panthéon, 75231 Paris Cedex 05, FRANCE
Site Web